# Władysław Chojnacki

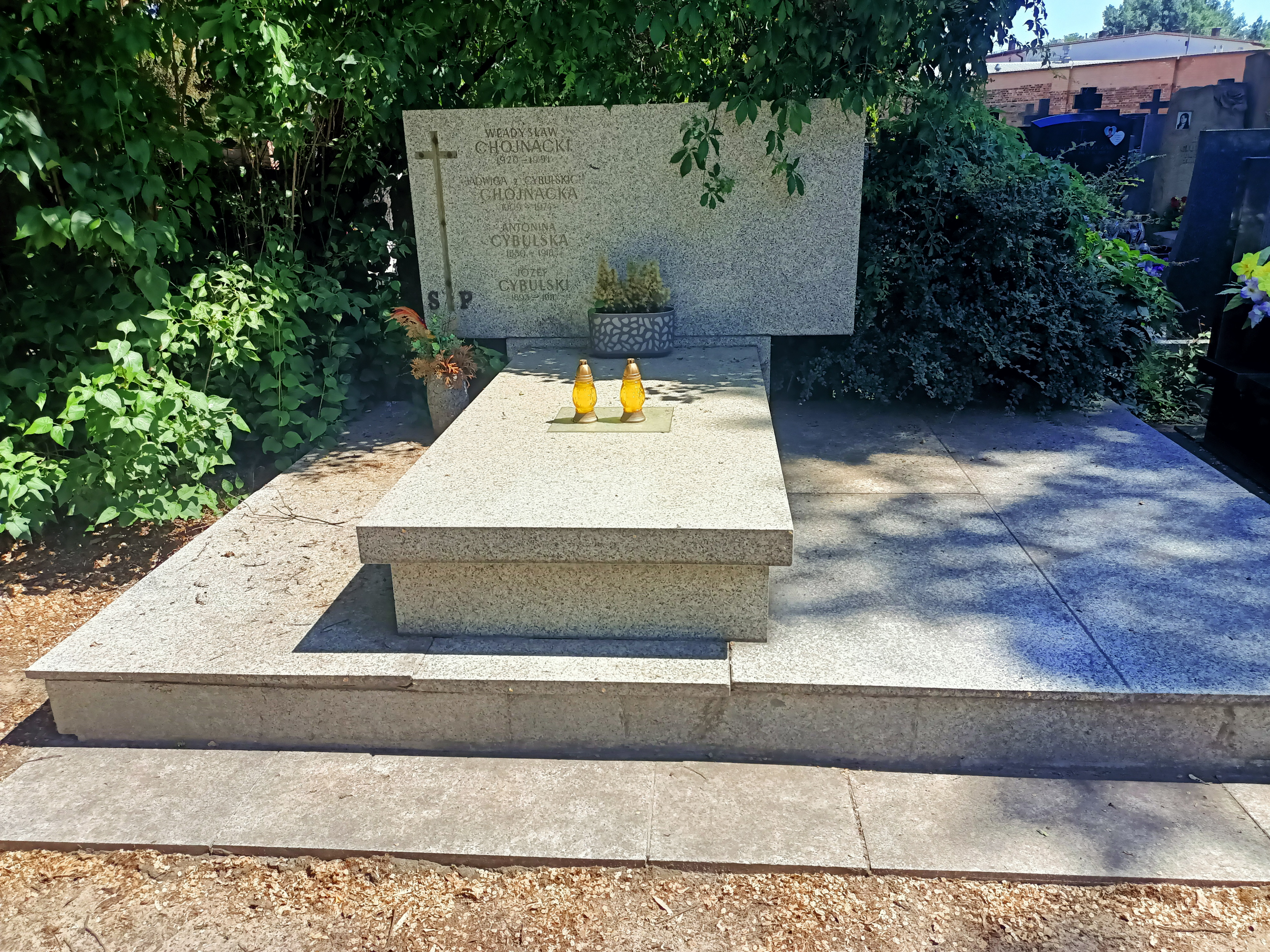
Grób Władysława Chojnackiego na Cmentarzu Bródnowskim w Warszawie

Władysław Chojnacki (ur. 22 czerwca 1920 w Warszawie, zm. 2 lipca 1991 tamże) – historyk, bibliograf, badacz dziejów Warmii i Mazur. Profesor Polskiej Akademii Nauk.

## Życiorys
W czasie wojny studiował na tajnym Uniwersytecie Poznańskim w Warszawie, noszącym konspiracyjną nazwę Uniwersytetu Ziem Zachodnich. Czynnie działał w konspiracji, będąc oficerem Narodowych Sił Zbrojnych. W 1952 uzyskał stopień doktora nauk humanistycznych na podstawie pracy Sprawy Mazur i Warmii w korespondencji Wojciecha Kętrzyńskiego. W 1960 został odznaczony Złotym Krzyżem Zasługi. Od 1965 mieszkał w Warszawie. W 1966 na podstawie pracy Bibliografia polskich druków ewangelickich Ziem Zachodnich i Północnych 1530-1939 uzyskał tytuły doktora habilitowanego.

## Działalność
Po wojnie pracował jako bibliotekarz w Instytucie Zachodnim w Poznaniu, podjął też bliską współpracę ze skupioną wokół Emilii Sukertowej-Biedrawiny grupą osób organizujących życie kulturalne i naukowe w województwie olsztyńskim. Pomagał w gromadzeniu księgozbioru Instytutu Mazurskiego w Olsztynie, wygłaszał prelekcje na kursach nauczycieli. Jeździł po Warmii i Mazurach, gromadząc informacje o położeniu ludności rodzimej i informując o jej tragicznej sytuacji Ministerstwo Ziem Odzyskanych. W 1947 doprowadził do odsłonięcia w ówczesnym Lecu (Giżycku), przetransportowanej osobiście z Opola, tablicy ku czci Wojciecha Kętrzyńskiego. W 1965 objął kierownictwo Pracowni Bibliografii XIX i XX wieku Instytutu Historii Polskiej Akademii Nauk w Warszawie.
Już w czasie studiów przygotował swoje pierwsze publikacje naukowe – zbiór materiałów źródłowych dotyczących polskich tradycji Prus Wschodnich i polską bibliografię tego regionu. Oba maszynopisy spłonęły w powstaniu warszawskim. Ocalała trzecia z przygotowanych wówczas prac: Słownik nazw miejscowych południowych powiatów Prus Wschodnich (1946). W późniejszym okresie badał dzieje Warmii i Mazur, zajmował się historią Polski XIX wieku, a także bibliografistyką.
Pochowany na Cmentarzu Bródnowskim w Warszawie (kw. 13F, rząd 4, grób 13).

## Odznaczenia
M.in.:
- Krzyż Kawalerski Orderu Odrodzenia Polski (1978)
- Złoty Krzyż Zasługi (1960)
- Odznaka „Zasłużony Działacz Kultury” (1972)
- Odznaka „Zasłużony dla Warmii i Mazur” (1967)

## Publikacje

### Autorskie
- Jan Karol Sembrzycki redaktor „Mazura” (1883-1885) (1948)
- Wojciech Kętrzyński a Mazury (1948)
- Jan Liszewski, założyciel „Gazety Olsztyńskiej” (1949)
- Działalność Marcina Giersza w świetle jego kórnickich tek (1955)
- Niemieckie i polskie bibliografie byłych Prus Wschodnich i Pomorza Gdańskiego (1955)
- Polska akcja narodowo-uświadamiająca na Mazurach przed I wojną światową : wybór materiałów źródłowych z lat 1910-1914 (1956)
- Wychodźcy mazurscy w zachodnich Niemczech przed I wojną światową (1956)
- Wydawnictwo i drukarnia Antoniego Gąsiorowskiego na Mazurach (1959)
- Z dziejów drukarstwa polskiego w Królewcu : „Publiczna Relacya” – nieznane pismo z 1743 r. (1961)
- „Drukarnia Polska” w Królewcu w latach 1709-1711 (1963)
- Wydawnictwo oraz drukarnia Salewskiego i Pośpieszyńskiego w Ostródzie (1963)
- Plany stworzenia ośrodków wydawniczych na Mazurach w świetle polskiej korespondencji (1902-1906) (1964) – współpraca Jan Broda
- Wydawnictwa polskie i ich drukarnie w Elblągu (w. 17-19) (1966)
- Krystyn Lach Szyrma, syn ziemi mazurskiej (1971) – współpraca Jan Dąbrowski
- Twórczość Emilii Sukertowej-Biedrawiny : bibliografia (1977) – współpraca Tamara Wajsbrot
- Szkice z dziejów polskiej kultury na Mazurach i Warmii (1983)
- Bibliografia publikacji podziemnych w Polsce : 13 XII 1981-VI 1986 (1988)

### Redakcje
- Mazury i Warmia 1800-1870 : wybór źródeł (1959)
- Bibliografia historii Polski XIX w. (tomy wydane w latach 1968-1979)
- Bibliografia kalendarzy wydanych w języku polskim poza granicami Polski od roku 1716 : (Mazury, Śląsk Górny i Dolny oraz Śląsk Cieszyński) (1986) – wraz z Wojciechem Chojnackim
- Bibliografia kopernikowska : 1923-1948 (1949) – autor Ludwik Brożek
- Bibliografia niemieckich bibliografii dotyczących Polski : 1900-1958 (1960) – wraz z Janem Kowalikiem